# Wiesen (Bawaria)
Wiesen – miejscowość i gmina w Niemczech, w kraju związkowym Bawaria, w rejencji Dolna Frankonia, w regionie Bayerischer Untermain, w powiecie Aschaffenburg, wchodzi w skład wspólnoty administracyjnej Schöllkrippen. Leży w paśmie górskim Spessart, około 25 km na północny wschód od Aschaffenburga, nad rzeką Aubach.

## Demografia
| Rok  | Liczba mieszk. |
| ---- | -------------- |
| 1970 | 1.053          |
| 1987 | 1.050          |
| 2000 | 1.152          |
| 2006 | 1.085          |

## Polityka
Wójtem jest Gerhard Büdel. Rada gminy składa się z 13 członków:
|      | Związek Wiejski | Razem     |
| 2002 | 13              | 13 miejsc |

## Oświata
(na 1999)

W gminie znajduje się 50 miejsc przedszkolnych (z 45 dziećmi).